# فرودگاه کن جونز
فرودگاه کن جونز (به انگلیسی: Ken Jones Aerodrome) یک فرودگاه همگانی با کد یاتا POT است که یک باند فرود آسفالت دارد. این فرودگاه در شهر پورت آنتونیو کشور جامائیکا قرار دارد .